# Boronia beeronensis
Boronia beeronensis är en vinruteväxtart som beskrevs av Duretto. Boronia beeronensis ingår i släktet Boronia och familjen vinruteväxter. Inga underarter finns listade i Catalogue of Life.